# Katia Ledoux
Katia Ledoux (* 1990 in Paris) ist eine französische Mezzosopranistin.

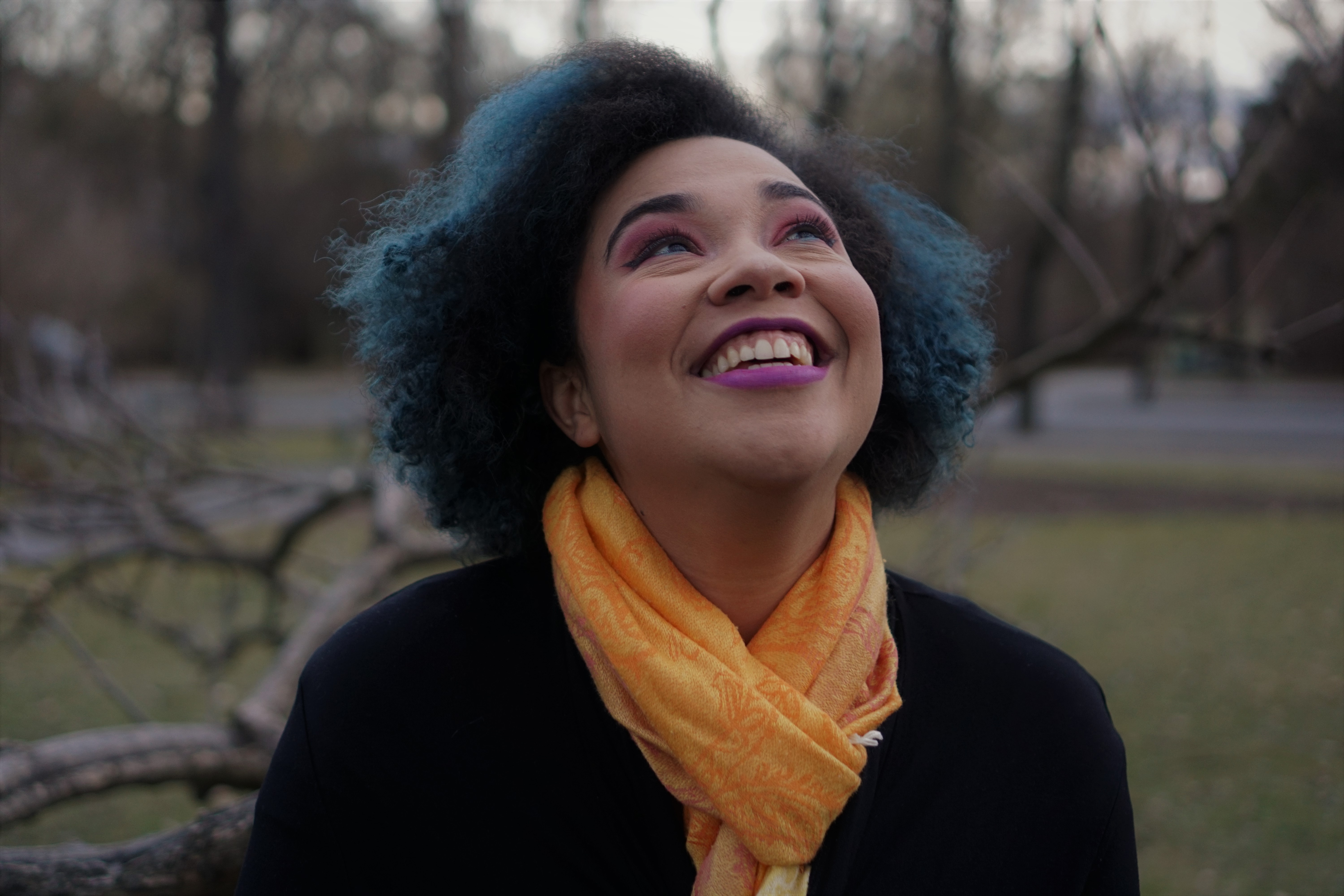
Katia Ledoux in 2017 in Graz

## Kindheit und Ausbildung
Katia Ledoux wurde in Paris geboren und wuchs in Wien auf, wo sie Geige spielte, bevor sie im Alter von 6 Jahren bei den Schubert Sängerknaben unter der Leitung von Gerald Trabesinger mit dem Gesangsunterricht begann. Mit 16 Jahren begann sie ihr Studium an der Universität für Musik und darstellende Kunst Wien, wo sie unter anderen bei Bernhard Adler studierte. 2016 wechselte sie nach Graz in die Universität für Musik und darstellende Kunst Graz, wo sie bei Joseph Breinl Lied- und bei Ulf Bästlein Gesangsunterricht bekam.
Nach Abschluss ihres Studiums wurde sie für die Spielzeiten 2019/20 und 2020/21 in das Opernstudio des Opernhaus Zürich aufgenommen.

## Karriere
Ihr großes internationales Debüt hatte Katia Ledoux als Geneviève in (Pelléas et Mélisande) an der De Nationale Opera in einer Produktion von Olivier Py mit dem Concertgebouw-Orchester dirigiert von Stéphane Denève.
Seit 2022 gehört Katia Ledoux dem Ensemble der Volksoper Wien an und singt dort u. a. in Liederabenden, Opern und Operetten.
2023 wurde sie dort zu einem internationalen Presse-phänomen, als sie für einen männlichen Kollegen einsprang und zwei Rollen an einem Abend sang. Diese Geschichte erreichte viele internationale Medien und machte sie über Nacht zum „Weltstar“.

## Opernrollen und Engagements (Auswahl)
| Oper                                                   | Rolle                                     | Engagements (inkl. Rollendebüt)                                                                                                 |
| ------------------------------------------------------ | ----------------------------------------- | --- |
| Amahl and the night visitors (Menotti)                 | The Mother                                | Oper Graz (Dez. 2017) |
| Andrea Chénier (Giordano)                              | Bersi                                     | Royal Opera House (Mai 2024) |
| Boris Godunow (Mussorgsky)                             | Die Schenkwirtin                          | Opernhaus Zürich (Sep. 2020) |
| Coraline (Turnage)                                     | Miss Forcible                             | Opernhaus Zürich (Nov. 2019) |
| Così fan tutte (Mozart)                                | Dorabella                                 | MumuTh Graz (Jun. 2018) |
| Der Silbersee (Weill)                                  | Frau von Luber                            | MumuTh Graz (Jun. 2017) |
| Dialogues des Carmélites (Poulenc)                     | Mme de Croissy                            | MumuTh Graz (Dez. 2018) |
| Die Fledermaus (Strauß)                                | Prinz Orlofsky                            | Volksoper Wien (Sep. 2022) |
| Die Zauberflöte (Mozart)                               | Dritte Dame                               | - Opernhaus Zürich (Jan. 2020) - Volksoper Wien                                                                                 |
| Eurydice – Die Liebenden blind (Trojahn)               | Proserpina                                | De Nationale Opera (März 2022)                                                                                                  |
| Gianni Schicchi (Puccini)                              | Zita                                      | Schlosstheater Schönbrunn (2015)                                                                                                |
| Giulio Cesare (Händel)                                 | Cornelia                                  | Moskauer Philharmonisches Orchester (Sep. 2021)                                                                                 |
| Hoe Anansi de stories of the world bevrijdde (Muyanga) | Makuba                                    | De Nationale Opera (Nov. 2021)                                                                                                  |
| La Cenerentola (Rossini)                               | Tisbe                                     | Volksoper Wien (Sep. 2022) |
| Le nozze di Figaro (Mozart)                            | Marcellina                                | - Kammeroper Schönbrunn (Mai 2014) - Stadttheater Schaffhausen - Theater Vöcklabruck - Sommerserenaden Graz - Stadttheater Wels |
| Madama Butterfly (Puccini)                             | Suzuki                                    | konzertant: Opernhaus Zürich (Juni 2021)                                                                                        |
| Orpheus in der Unterwelt (Offenbach)                   | Die öffentliche Meinung / Orpheus / Venus | Volksoper Wien (Sep. 2023 / Jan. 2023 / Jan. 2023)                                                                              |
| Pelléas et Mélisande (Debussy)                         | Geneviève                                 | De Nationale Opera (Jun. 2019)                                                                                                  |
| Platée (Rameau)                                        | Junon                                     | Opernhaus Zürich (Dez. 2023) |
| Rigoletto (Verdi)                                      | Maddalena                                 | Passion Opera Festival (2013)                                                                                                   |
| Rusalka (Dvořák)                                       | Ježibaba                                  | Staatsoper Stuttgart (Jun. 2022)                                                                                                |
| Věc Makropulos (Janáček)                               | Komorna                                   | Opernhaus Zürich (Sep. 2019) |

## Auszeichnungen
- Erster Preis im Wettbewerb „Prima la musica“ im 2008
- Finalistin im Wettbewerb „Ferruccio Tagliavini“ im 2017
- Ausgezeichnet mit dem Richard-Wagner Stipendium der Bayreuther Festspiele 2018[20]
- Pressepreis 2018 beim Gesangswettbewerb Internationaal Vocalisten Concour’s-Hertogenbosch in den Niederlanden[21]
- Erster Preis im Wettbewerb „Nordfriesischer Liedpreis“ 2021[22]
- 2021 1. Oratorio-Lied Preis der „Francisco Viñas International Singing Competition“ in Barcelona[23]